# Quadriga (firspand)
 Denne artikel omhandler et firspand. Opslagsordet har også en anden betydning, se Quadriga (fortolkningsmetode).
Quadriga eller kvadriga. En kva'driga er efter det antikke forbillede en tohjulet strids- eller væddeløbsvogn, der trækkes af fire dyr ved siden af hinanden, for det meste heste.
Kvadrigaer blev et emblem – et symbolsk mærke eller figur – på triumf, sejr eller berømmelse, ofte afbildet som en triumferende kvinde, der kører en kvadriga. I den klassiske mytologi var kvadrigaer gudernes køretøj. Apollon afbildes ofte køre i sin kvadriga hen over himlen med solen, dagslyset, der spreder nattens mørke.
I den nordiske mytologi pløjer Gefion Sjælland ud af Sverige med sine fire øksne.

Om ordet quadriga: 

Latin quadrga (flertal quadrgae) er et spand på fire heste;   sammentrækning af quadriiugae, hunkøn flertal af quadriiugus;   tilhørende et firspand: quadri-, quadri- + iugum, åg – Et åg er træktøj af træ, der lægges på panden, nakken eller halsen af trækdyr, især okser.
    (Kilde: YourDictionary.com Arkiveret 17. juni 2006 hos  Wayback Machine + ODS)